# Нер, Арт ван дер
Арт ван дер Нер (нидерл. Aert van der Neer; 1603/1604, Горинхем — 9 ноября 1677, Амстердам) — голландский живописец эпохи Золотого века; родоначальник жанра ночного пейзажa.

## Биография
Юность художника прошла в родном городе в Южной Голландии. Ведущими художниками Горинхема в то время были братья Йохим и Рафаэль Говертс Кампхёйзен. Последний стал учителем ван дер Нера, кроме того, Арт женился на его сестре. Около 1632 года молодая семья переехала в Амстердам, где у них родилось шестеро детей: Эглон (1634—1703), Йоханнес (1637/1638-1665), Питер (род. 1640), Корнелия (род. 1642), Питер (род. 1648) и Алида (род. 1650). Не имея возможности прокормить семью своим ремеслом, живописец стал владельцем кабака. В таком качестве он упоминается в документах 1659 и 1662 годов. Однако 12 декабря 1662 года наступило банкротство, имущество ван дер Нера было описано. Картины, написанные им, ценились крайне низко — в среднем, по пять гульденов за картину. Оставшиеся полтора десятилетия художник прожил в нищете.
Старший сын Арта ван дер Нера, Эглон ван дер Нер, также стал художником.

## Творчество
Самая ранняя датированная работа ван дер Нера — жанровая сцена 1632 года, первый известный пейзаж относится к 1633 году.
Излюбленные жанры художника — это зимний и ночной пейзаж. Его произведения — примеры удачного решения проблемы освещения. Многие картины ван дер Нера посвящены ночным пожарам, сюжетом нескольких из них стал пожар 1652 года, уничтоживший старую амстердамскую ратушу.
В музеях и галереях мира хранится около 150 его произведений, одна из лучших коллекций находится в Эрмитаже в Санкт-Петербурге.

## Галерея
- Речной пейзаж в лунном свете. ок. 1645. Государственный музей. Амстердам
- Пейзаж с мельницами. 1647-1649. Государственный Эрмитаж. Санкт-Петербург
- Лунный пейзаж с мостом. 1648-1650. Национальная галерея искусства. Вашингтон
- Веселье на льду. ок. 1650. Государственный музей. Амстердам